# Penguin Cafe Orchestra

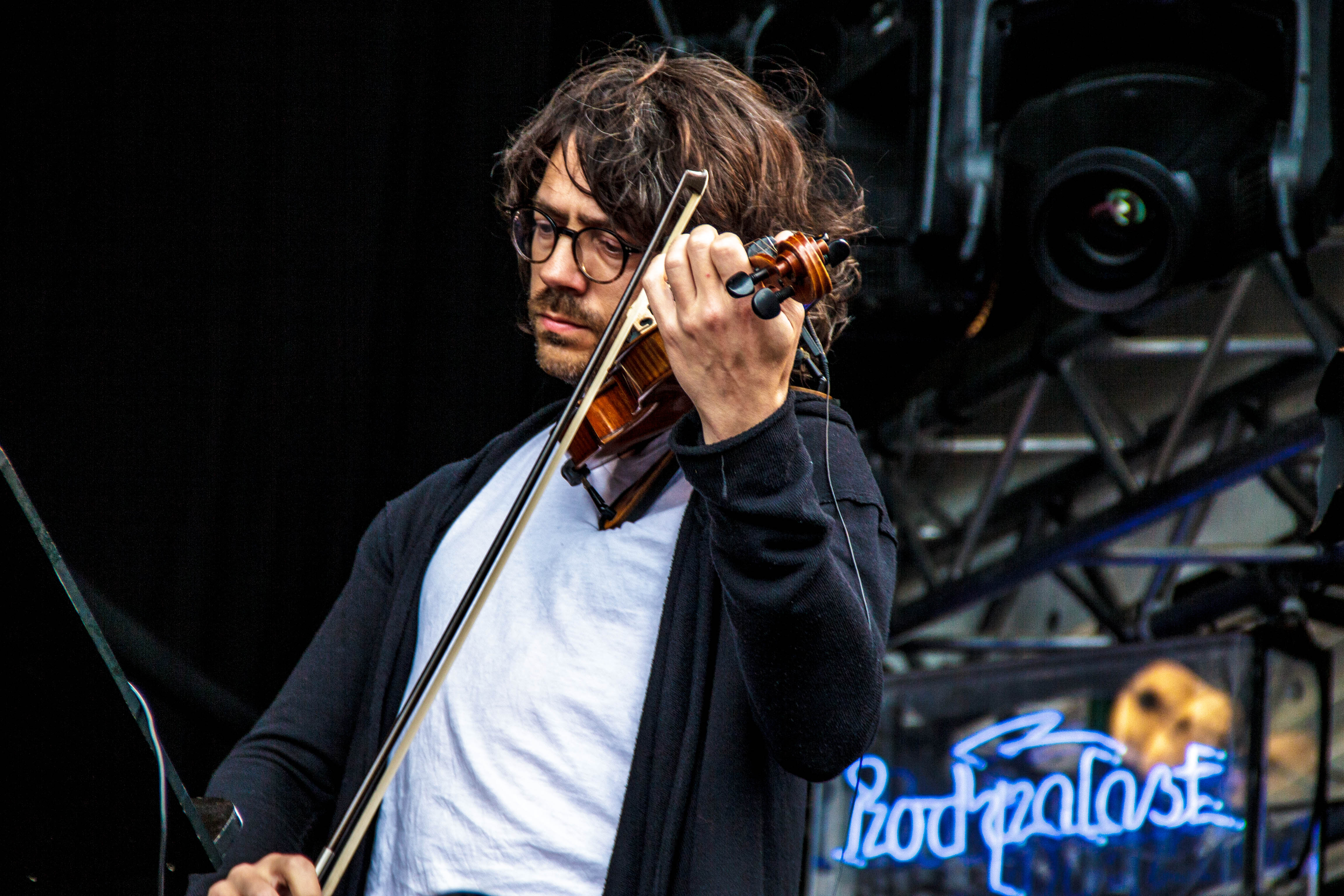
Imatge del grup durant el Festival de Haldern el 2017.

La Penguin Cafe Orchestra (PCO) fou un grup de músics aplegat al voltant del guitarrista i multiinstrumentista, compositor i arranjador anglès Simon Jeffes. Ell i la violoncel·lista Helen Liebmann en van ser els cofundadors i únics membres fixes, però al llarg de la seva història hi han pres part diverses desenes de músics. En cada moment el nombre de membres ha variat des de quatre fins més d'una dotzena.
La seva música és difícil de definir, ja que defuig qualsevol categoria, i té reminiscències de música de cambra, minimalista i ètnica, amb tocs de rock, de jazz i de folklore europeu. Forçat a definir-la, Simon Jeffes va descriure-la com un "folklore imaginari" o "música moderna semi-acústica de cambra" i es va declarar afalagat pel comentari d'una seguidora que va dir que la seva música sonava estranya perquè semblava que l'hagués sentit molt de temps abans.
La PCO va ser activa des de 1974 fins a la mort de Simon Jeffes el 1997.

## Història
Simon Jeffes (1949-1997) va estudiar guitarra clàssica, piano i teoria de la música, però va abandonar la seva formació desil·lusionat pel seu academicisme. Va fer una incursió en la música d'avantguarda, que va trobar excessivament intel·lectual, i va treballar en el món del rock com a arranjador i compositor (incloent un arranjament per a Sid Vicious). El 1970 va descobrir la música ètnica, especialment l'africana, que el va impactar fortament per la seva autenticitat. Tal com va explicar en una entrevista: "allò venia directe de les fonts, del perquè fem música, un so sorgit de les entranyes, d'humans sent humans. Hi havia una alegria, una facilitat i una integritat que sortien directament de l'estómac i del cor, sense cap mediació de la ment". Així va decidir intentar incorporar aquest esperit a una música de tall occidental que recollís també els seus altres interessos musicals, des de Bach i Beethoven a John Cage passant per Erik Satie, ABBA, la música cajun, la gaita irlandesa, els Rolling Stones, Wilson Pickett o Stravinski.
Aquest interès es va concretar en la idea de la PCO arran d'un deliri que va patir l'any 1972 a causa d'una intoxicació alimentària, en què va tenir visions d'un hotel sense encant on persones o parelles es dedicaven a tota mena d'activitats en principi interessants, però de forma aïllada i inhumana (autocontemplació obsessiva en un mirall, sexe sense amor, música sense so...). En contraposició, va imaginar un "cafè dels pingüins" on la part aleatòria, irracional i espontània de les vides era acceptada i considerada important.
El 1973, amb Helen Liebmann (violoncel), Gavyn Wright (violí), Steve Nye (piano elèctric) i ell mateix a la guitarra elèctrica van començar a actuar a Londres com a Penguin Cafe Quartet. Fins al 1976 van realitzar gravacions que es van concretar en el seu primer disc, Music From The Penguin Cafe, amb la col·laboració de Neil Rennie (ukelele) i de la pintora, i parella de Simon, Emily Young (veu).
A partir de 1977, ja amb 10 músics, van canviar el nom de quartet pel d'orquestra. El 1981 van publicar el segon disc, Penguin Cafe Orchestra, gravat en un estudi propi, que va començar a crear-los un nom en cercles especialitzats. Van fer una primera gira pels Països Baixos i Alemanya i, el 1982, van visitar el Japó on aviat es van fer un gran nombre de seguidors. El 1984, la publicació de Broadcasting from home va representar el salt definitiu. Al llarg dels anys van fer gires per tot Europa, Nord-amèrica i Japó, en escenaris tant de Jazz com de música clàssica d'avantguarda, WOMAD, rock alternatiu ... la qual cosa demostra fins a quin punt la seva música no es pot encasellar en cap d'aquests gèneres, que més aviat en defineixen les fronteres. La PCO va actuar a Barcelona el 1994 i el 1997.
Si bé inicialment la formació se centrava sobretot en l'estudi de gravació, on podien aprofundir al màxim la seva recerca musical, la PCO va anar donant cada cop més importància al directe i la comunicació amb el públic, ja que d'alguna manera els permetia crear físicament el seu 'cafè dels pingüins'.
La seva música ha estat utilitzada en bandes sonores de pel·lícules, en anuncis i sintonies de ràdio i televisió.

## Peces destacades
- "Telephone and rubber band" (publicada a l'àlbum disc Penguin Cafe Orchestra) és potser la més famosa. Es basa en una gravació de senyals de comunicació telefònics que fa de fons continu sobre el qual se senten els motius dibuixats per les pulsacions d'una goma elàstica.

- "Giles Farnaby's Dream", basada en una obra d'aquest compositor barroc, "Surface Tension", "Zopf" (àlbum Music from the Penguin Cafe)

- "Air a danser", "Yodel 1", "Cutting Branches For a Temporary Shelter", que versiona una peça tradicional de Zimbabwe (àlbum Penguin Cafe Orchestra)

- "Music for a found harmonium", composta sobre un harmònium trobat per Jeffes llençat en un carreró de Kyoto, "Prelude & yodel" (Broadcasting from Home)

- "Perpetuum mobile", "Southern jukebox music"(àlbum Signs of Life)

- "Lifeboat (Lovers Rock)" (àlbum Union Cafe)

## Discografia

### Àlbums
- Music From The Penguin Cafe (1976)
- Penguin Cafe Orchestra (1981)
- The Penguin Cafe Orchestra Mini Album (1983)
- Broadcasting From Home (1984)
- Signs Of Life (1987)
- When In Rome... (1988)
- Union Cafe (1993)
- Concert Program (1995)
- Oskar Und Leni (1999)

### Recopilacions
- Preludes, Airs & Yodels (A Penguin Cafe Primer) (1996)
- A Brief History (2001)
- History (2001)
- The Second Penguin Cafe Orchestra Sampler (2004)

### Àlbums de Simon Jeffes en solitari
- Still Life' at the Penguin Cafe (1990)
- Piano Music (2003) - solos, recopilats pòstums

### Bandes sonores
- Night Shift (1982) ("Cutting Branches for a Temporary Shelter")
- Malcolm (1986)
- Arsenal Atlas (1987) de Manuel Huerga, per a Televisió de Catalunya
- Oskar und Leni (1999) (10 peces publicades prèviament)
- Slim Susie (2003) ("Perpetuum Mobile")
- The Good Girl (2002) ("Air" i "Steady State")
- Napoleon Dynamite (2005) ("Music For A Found Harmonium")
- It's All Gone Pete Tong (2005) ("Music For A Found Harmonium")
- Year of the Dog (2007) ("Music for a Found Harmonium")

### DVD
- Still Life' at the Penguin Cafe, ballet compost per Simon Jeffes amb coreografia de David Bintley